# Fermin Muguruza
Fermin Muguruza Ugarte (Irun, 20 aprile 1963) è un cantautore, chitarrista e produttore discografico spagnolo di lingua basca, cofondatore della band ska punk Kortatu, attivo dal 1983 al 1988, e del gruppo crossover Negu Gorriak.

## Carriera
Nel 1983 fonda i Kortatu con suo fratello Iñigo e il batterista Treku Armendariz, tra i primi a diffondere lo ska in Spagna. Sono stati chiaramente influenzati dai The Clash; infatti Muguruza ha deciso di creare la band dopo aver visto la band di Strummer in un concerto a San Sebastián il 2 maggio 1981. La sua canzone "Sarri, Sarri" è diventata molto popolare negli anni '80; è un esplicito riferimento alla spettacolare fuga di Joseba Sarrionandia dalla prigione nel 1985.
Nel 1988 il gruppo si sciolse, ma Fermin e Iñigo si riunirono di nuovo nel 1990 per creare il gruppo crossover Negu Gorriak, insieme a Kaki Arkarazo, che aveva prodotto gli ultimi dischi dei Kortatu. Nel 1997 ha collaborato con i Dut. Più recentemente ha intrapreso una carriera da solista, sempre difendendo l'uso della lingua basca e il bisogno di giustizia sociale.

## Opinioni su società e politica
Nelle interviste ha costantemente denunciato le politiche dei governi e dei corpi di polizia spagnoli e francesi, nonché dei gruppi nazionalisti spagnoli. A livello internazionale, Fermin Muguruza ha una visione globale di sinistra che lo porta a criticare il governo degli Stati Uniti, le società e il processo di globalizzazione, che denuncia come imperialistico e omogeneizzante.
In un'intervista con Freemuse, Muguruza parla della sua esperienza come musicista sotto la democrazia di oggi. Si è esibito in concerti in cui i fascisti sarebbero venuti ai suoi concerti con le bombe, minacciando lui e la sua musica hip-hop basca. Tuttavia, sperimenta la censura in Spagna per i suoi messaggi politici e sociali, ma continua a recitare e fare musica, dicendo "le autorità hanno paura della mia musica perché è uno strumento contro l'ignoranza e queste autorità vogliono l'ignoranza in modo che possano fare ciò che vogliono".

## Discografia
- 1999 - Brigadistak Sound System